# Ellicott City (Maryland)
Ellicott City es un lugar designado por el censo ubicado en el condado de Howard en el estado estadounidense de Maryland. Es la sede del condado. En el año 2010 tenía una población de 65834 habitantes y una densidad poblacional de 792,23 personas por km².

## Geografía
Ellicott City se encuentra ubicado en las coordenadas 39°16′5″N 76°47′56″O / 39.26806, -76.79889.

## Demografía
Según la Oficina del Censo en 2000 los ingresos medios por hogar en la localidad eran de $79.031 y los ingresos medios por familia eran $91.968. Los hombres tenían unos ingresos medios de $63.938 frente a los $41.721 para las mujeres. La renta per cápita para la localidad era de $33.316. Alrededor del 3,3% de la población estaba por debajo del umbral de pobreza.

## Educación
El Sistema de Escuelas Públicas del Condado de Howard gestiona escuelas públicas. Columbia, cerca de Ellicott City, tiene la sede del distrito.